# Trimetopia coerulea
Trimetopia coerulea är en fjärilsart som beskrevs av W. Warren 1898. Trimetopia coerulea ingår i släktet Trimetopia och familjen mätare. Inga underarter finns listade i Catalogue of Life.